# Black Mesa (Computerspiel)
Das Computerspiel Black Mesa (ursprünglich Black Mesa: Source) ist ein Fan-Remake des 1998 veröffentlichten Ego-Shooters Half-Life. Der Titel bezieht sich auf den fiktiven, geheimen Forschungskomplex Black Mesa, den der Spieler in Half-Life erkundet.
Das Spiel wurde anfangs von einer Mod-Gruppe um Carlos „cman2k“ Montero entwickelt und erstmals am 14. September 2012 veröffentlicht. Die ursprüngliche Version ist kostenlos erhältlich und setzt kein Hauptspiel voraus, lediglich das (ebenfalls kostenlose) Source SDK 2007 muss installiert sein.
Am 5. Mai 2015 wurde eine weiterentwickelte Version des Spiels als eigenständiger Early-Access-Titel kostenpflichtig auf Steam angeboten, knapp 5 Jahre später erschien Version 1.0 des Spiels, womit die Early-Access-Phase verlassen wurde.
Die Sprache (Tonausgabe) des Spiels ist englisch, Übersetzungen von Oberfläche und Untertiteln sind jedoch für zahlreiche weitere Sprachen (inkl. deutsch) enthalten.

## Handlung
Wie in Half-Life schlüpft der Spieler in die Rolle des Physikers Gordon Freeman, der in dem namensgebenden unterirdischen Forschungskomplex Black Mesa arbeitet und dort ein Experiment mit außerirdischen Kristallen durchführt. Das Experiment geht schief und sorgt dafür, dass Horden fremdartiger Kreaturen in der Forschungsstation erscheinen. Es herrscht Chaos in Black Mesa, sodass Freeman zur Oberfläche geschickt wird, um Hilfe zu holen. Freeman wird hierbei im weiteren Verlauf nicht nur mit aggressiven Aliens konfrontiert, sondern auch mit dem Militär und Einheiten eines Spezialkommandos, die die Alieninvasion eindämmen sollen und den Auftrag haben, alles Lebendige zu töten.
Schließlich trifft Freeman auf Wissenschaftler, die ein Portal zur Herkunftswelt der Aliens öffnen. Freeman erhält den Auftrag, die Alienwelt zu betreten und das dortige Portal zu schließen, um die Invasion zu beenden. Der häufig kritisierte Handlungsverlauf aus Half-Life in der Alienwelt Xen wurde in Black Mesa komplett neu gestaltet und nach langer Entwicklungszeit schließlich im Dezember 2019 veröffentlicht.

### Kapitel
Wie Half-Life ist Black Mesa in mehrere Kapitel unterteilt. Der Übergang zwischen den Levels bzw. Kapiteln ist dabei fließend, das heißt das Spiel wird (bis auf wenige Ausnahmen) vom Spieler in Echtzeit erlebt und nicht von Zwischensequenzen unterbrochen und der Spieler kann prinzipiell auch in vorherige Levels zurückkehren, sofern dies nicht explizit durch entsprechendes Leveldesign verhindert wird. Black Mesa besteht dabei aus den folgenden Kapiteln:
1. Black Mesa Inbound: Der Physiker Gordon Freeman kommt verspätet mit der Bahn zu seiner Arbeitsstelle in den Laboren in Sektor C. In diesem wenig interaktiven Kapitel, das eher als Vorspann agiert, bekommt der Spieler einen ersten Eindruck von dem Komplex, der innerhalb einer alten Raketentestanlage gebaut wurde.
2. Anomalous Materials: Freeman verlässt die Bahn, legt seinen Schutzanzug an und bekommt den Auftrag, eine einzigartige Probe eines Kristalls von unbekannter Herkunft im „Anti-Massenspektrometer“ zu untersuchen. Beim Experiment geht etwas schief, es gibt eine Explosion und Freeman verliert kurz das Bewusstsein. Überall in der Forschungsstation materialisieren sich außerirdische Wesen, die Freeman und das andere Personal angreifen. Hierbei handelt es sich zunächst um verschiedene tierähnliche Wesen, später auch um mehrere Typen intelligenter humanoider Aliens.
3. Unforeseen Consequences: Freeman verlässt das Labor und stellt fest, dass viele seiner Kollegen tot sind. Da die Telefone ausgefallen sind, geben die überlebenden Wissenschaftler ihm den Auftrag, zur Oberfläche zu gehen, und Hilfe zu holen. Da auch das Bahnsystem zerstört ist, muss sich Freeman durch den anliegenden Sektor B kämpfen, welcher nun von außerirdischen Kreaturen überrannt wird.
4. Office Complex: Freeman erreicht einen Bürokomplex und trifft auf mehrere Wissenschaftler und Wachmänner, die sich dort vor den Aliens verschanzt haben. Es gibt Hinweise, dass das Militär demnächst eintreffen soll, um die Lage unter Kontrolle zu bringen, Freeman soll sich aber trotzdem zur Oberfläche begeben.
5. „We’ve Got Hostiles“: Freeman erkennt schnell, dass die Soldaten auf ihn und die anderen Wissenschaftler schießen, statt sie zu retten, und offenbar den Vorfall vertuschen sollen. Als Freeman kurze Zeit später tatsächlich die Oberfläche erreicht, muss er feststellen, dass die Forschungsstation schon mit Militär überflutet ist, sodass er aufgrund von Beschuss und Artillerie-Angriffen gezwungen wird, in den Untergrund zurückzukehren. Hier erfährt er von einem Wissenschaftler, dass er sich zum Lambda-Komplex im Sektor F auf der gegenüberliegenden Seite der Forschungsstation begeben soll, um die Lage unter Kontrolle zu bringen.
6. Blast Pit: Um zum Sektor F zu kommen soll Freeman ein altes stillgelegtes Schienensystem unter dem Forschungskomplex nutzen, aber zuvor muss er sich durch eine alte Raketentest-Anlage kämpfen, in die sich ein riesiges tentakelartiges Alien eingenistet hat. Freeman kann das Alien schließlich töten, indem er das Raketentriebwerk zündet.
7. Power Up: Freeman erreicht das Schienensystem, muss zuvor aber einen größeren Umweg gehen, um den Generator einzuschalten um die Stromversorgung herzustellen. Freeman nutzt den Strom um ein riesiges Alien zu töten und beginnt dann seine Fahrt mit der Transportbahn.
8. On A Rail: Freeman erfährt von einem Wachmann, dass er einen Satelliten in den Weltraum schießen soll um die Effekte des Experiments umzukehren und die Alien-Angriffe zu stoppen und fährt daher mit der Bahn Richtung Startrampe. Dort angekommen trifft er auf heftigen Widerstand vom Militär. Nachdem der Raketenstart gelungen ist, setzt Freeman seine Fahrt mit der Bahn fort.
9. Apprehension: Als sein Zug entgleist, muss Freeman aus einem überfluteten Bereich der Forschungsstation entkommen, wo er unter anderem auf aggressive fischartige Aliens trifft. Freeman, der dem Militär immer wieder entkommen ist, wird zunehmend vom Militär gehasst. Schließlich trifft er auf Einheiten eines Spezialkommandos. Am Ende des Kapitels wird Freeman in einem Hinterhalt von Soldaten überwältigt und weggetragen.
10. Residue Processing: Freeman findet sich ohne Waffen in einer laufenden Müllpresse wieder, kann sich daraus gerade noch rechtzeitig befreien und muss auf seinem weiteren Weg eine alte Abfallverarbeitungsanlage mit zahlreichen Chemikalienbehältern, Pressen, Öfen und anderen Gefahren durchqueren.
11. Questionable Ethics: Freeman findet einen geheimen Teil der Forschungsstation und entdeckt, dass Wissenschaftler schon lange vor dem Zwischenfall Aliens und außerirdische Materialien untersucht und Experimente mit ihnen durchgeführt haben.
12. Surface Tension: Freeman erreicht wieder die Oberfläche und stellt fest, dass dort nun Kriegszustand herrscht. Zunehmend scheinen die Aliens gezielter und mit immer größeren und stärkeren Einheiten anzugreifen und dem Militär, das nun mit Panzern und anderem schweren Gerät eingetroffen ist, inzwischen schwere Verluste zuzufügen.
13. Forget About Freeman: Da das Militär gegen die Aliens keine Chance mehr sieht und auch Freeman nicht gefasst oder getötet werden konnte, zieht sich das Militär unter heftigen Artillerie-Angriffen zurück. Freeman flüchtet aufgrund der Bombardierung wieder in den Untergrund und muss dort gegen zahlreiche Aliens und Reste des Militärs kämpfen.
14. Lambda Core: Freeman erreicht schließlich den Lambda-Komplex, in dem offensichtlich mit Teleporter-Technologie experimentiert wurde. Nachdem er einen Reaktor starten konnte, trifft Freeman auf einige Wissenschaftler, die sich erfolgreich verschanzt haben und ihm mitteilen, dass der Raketenstart den Angriff nicht stoppen konnte, da ein extrem mächtiges Wesen auf der anderen Seite das Portal offen hält, sodass Freeman sich in die Alien-Welt begeben soll, um es zu töten und das Portal zu schließen. Die Wissenschaftler starten einen Teleporter in die andere Welt und Freeman springt herein.
15. Xen: Freeman kommt in der Alienwelt Xen an, die aus mehreren im Weltraum schwebenden „Inseln“ verschiedenster Größe besteht und umfangreiche außerirdische Flora und Fauna enthält. Anhand ihrer Hinterlassenschaften ist deutlich zu sehen, dass Menschen das Gebiet schon früher intensiv erforscht haben. Freeman muss sich durch die Dschungel-artige Alien-Landschaft kämpfen und wird dabei von den bekannten Aliens attackiert, die hier anscheinend wild leben.
16. Gonarch’s Lair: Freeman kämpft sich nun durch ein riesiges, eher karges Höhlensystem, wo er immer wieder auf den Gonarch trifft, ein sehr widerstandsfähiges Alien, das hier als eine Art Endgegner fungiert.
17. Interloper: Freeman trifft auf eine riesige von Aliens betriebene Fabrik, wo enorme Mengen von Alien-Soldaten am Fließband produziert werden. Es wird außerdem offensichtlich, dass nicht nur die Menschen Xen analysiert haben, sondern die Menschen und ihre Hinterlassenschaften ebenso von den Aliens studiert wurden. Ebenso wird deutlich, dass manche der Aliens von anderen Aliens versklavt und telepathisch kontrolliert werden.
18. Nihilanth: Freeman muss gegen den Nihilanth kämpfen, den sehr mächtigen Endgegner des Spiels, der die anderen Xen-Kreaturen telepathisch kontrollieren kann und auch in der Lage ist, Teleporter zur Erde zu öffnen.
19. Endgame: Der G-Man, ein mysteriöser Mann, den der Spieler schon im früheren Spielverlauf entdecken konnte, bietet Freeman an, für ihn zu arbeiten. Dies ist eine Überleitung der Handlung zu Half-Life 2. Danach startet der Abspann.

## Neuerungen
Während die grundsätzliche Handlung auf der Erde, sowie die Aliens und Waffen ohne wesentliche Änderungen aus Half-Life übernommen wurden, gibt es in Black Mesa einige Detailverbesserungen. Neben deutlichen Verbesserungen bei der Grafikdarstellung (Texturen, Grafikmodelle, Sounds, Licht- und Schatteneffekte und Reflexionen), erlaubt die neue Physik-Engine neue Arten von Puzzles, bei denen (wie in Half-Life 2) physikalische Rätsel gelöst werden müssen oder z. B. über Kabel elektrische Verbindungen hergestellt bzw. unterbrochen werden müssen. Außerdem wurden die Skriptsequenzen (also z. B. die Interaktionen mit den befreundeten Wissenschaftlern, oder Kampfsequenzen) durch überarbeitete Dialoge und verbesserte Mimiken und Animationen deutlich realitätsnaher. Als neue Funktionen kann man Handgranaten nun wahlweise werfen oder rollen; der Revolver besitzt eine Zielmarkierung und man kann Bengalfackeln einsetzen.
Die einzelnen Kapitel orientieren sich inhaltlich an Half-Life, sind jedoch unterschiedlich originalgetreu umgesetzt worden. So wurden die Zugfahrten im Kapitel On A Rail beispielsweise stark gekürzt und der Fokus mehr auf den Kampf an der Startrampe gelegt. Viele Kapitel (wie Surface Tension) besitzen nun neue und deutlich weitläufigere Außenbereiche. Einige Rätsel wurden intuitiver gestaltet und einige Kampfsequenzen wurden reduziert, sodass z. B. in Surface Tension der Fokus mehr auf den beobachteten (eskalierenden) Kampfhandlungen zwischen Aliens und Militär liegt und der Spieler selbst nicht mehr im ursprünglichen Umfang gegen Übermengen an Gegnern kämpfen muss.
Die neu gestalteten Kapitel in der Alienwelt Xen basieren nicht nur auf den ursprünglichen (vergleichsweise viel kürzeren) Half-Life-Kapiteln, sondern auch auf Konzepten und Skizzen, die während der Half-Life-Entwicklung erstellt wurden, in Half-Life aufgrund von Zeitmangel aber nicht umgesetzt werden konnten. Außerdem ließen sich die Entwickler von Erzähltechniken aus Half-Life 2 inspirieren. Da insbesondere das Xen-Kapitel überwiegend wie eine naturbelassene Urwald-artige Alien-Landschaft wirken sollte und daher sowohl das menschliche Militär als auch höher entwickelte Alien-Lebewesen nicht als Gegnertypen infrage kamen, erstellten die Black-Mesa-Entwickler neue (gefährlichere) Varianten der tierartigen Half-Life-Aliens, um für den Spielspaß ausreichend Abwechslung bei den Gegnertypen herzustellen.

## Geschichte
2004 wurde Half-Life von Valve unter dem Titel Half-Life: Source (kurz: HL: Source) auf die unter anderem für Half-Life 2 entwickelte Source-Engine portiert. Half-Life: Source galt dabei ursprünglich als Machbarkeitsstudie für die Portierung von Half-Life-Mods auf die Source-Engine. Fans kritisierten das Ergebnis als „lieblose Eins-zu-eins-Kopie“ mit nicht mehr zeitgemäßen Texturen.
Daraufhin begannen Fans der Serie unabhängig voneinander, in ihrer Freizeit an einer eigenen Neufassung zu arbeiten. Zwei separate Mod-Projekte schlossen sich zusammen, um gemeinsam an Black Mesa: Source zu arbeiten. 2005 forderte Valve das Mod-Team auf, das Wort „Source“ aus dem Titel zu nehmen; künftig hieß das Spiel Black Mesa.
Am 26. Januar 2007 wurde das erste Teaser-Video veröffentlicht. Der 1-minütige Teaser zeigt einen Teil der überarbeiteten Level. Am 30. November 2008 erschien das zweite Teaser-Video.
Am 11. September 2012 wurde Black Mesa bei Steam Greenlight angenommen. Drei Tage später wurde Black Mesa (noch ohne Xen) als kostenloses Spiel basierend auf dem Source SDK 2007 veröffentlicht.
Am 5. Mai 2015 wurde eine überarbeitete Version inklusive Mehrspielermodus, aber immer noch ohne Xen, kostenpflichtig über Steam veröffentlicht. Die Verkaufsversion basiert auf einer aktuelleren Version der Source-Engine (aus Team Fortress 2) und bietet durch zusätzliche Anpassungen der Entwickler unter anderem verbesserte Schatteneffekte durch die Verwendung von Cascade Shadow Maps. 
Seit dem 28. Oktober 2016 wird Linux als Betriebssystem unterstützt.
Die bislang fehlenden letzten fünf Kapitel in der Alienwelt Xen sollten für die kostenpflichtige Version durch ein Update im Sommer 2017 nachgereicht werden. Da dieser Termin nicht eingehalten werden konnte, wurde die Veröffentlichung zuerst auf Dezember 2017 verschoben. Im November 2018 wurde die Veröffentlichung für das zweite Quartal 2019 angekündigt. Die erste Veröffentlichung einer Vorab-Version von Xen fand jedoch erst am 24. Dezember 2019 statt.
Das fertiggestellte Spiel inklusive Xen erschien schließlich nach insgesamt über 15 Jahren Entwicklung am 5. März 2020 in Version 1.0 auf Steam, womit auch die Early-Access-Phase verlassen wurde.
Am 25. November 2020 wurde die Definitive Edition als kostenloses Update der Kaufversion von Black Mesa veröffentlicht, in der Gameplay, Grafiken, Leveldesign weiter überarbeitet wurden und unter anderem die Untertitel verbessert wurden.

## Rezeption
Black Mesa wurde nach der ersten Veröffentlichung 2012 überwiegend positiv bewertet, wobei viele Kritiker das Spiel für seine hohe Qualität lobten und diese mit der eines offiziellen Valve-Titels verglichen. Destructoid lobte das Spiel für die Verbesserungen gegenüber Half-Life und schrieb, dass sich Black Mesa „sehr vertraut“ anfühle, aber auch „sehr frisch“. Das Fanprojekt mache vieles besser als das Original.
Die 2020 veröffentlichte Endfassung wurde von den Kritikern ähnlich positiv gelobt. PC Gamer schrieb, dass sich das Projekt im ganzen wie eine professionelle Arbeit anfühle und die Anpassungen der originalen Level auf die Source-Engine „gut gemacht“ seien. Insbesondere die neu gestalteten Abschnitte in der Alienwelt Xen führten dazu, dass das Ende des Spiels mehr wie ein würdiger Abschluss wirken würde, als bei Half-Life.
Eurogamer bezeichnete Black Mesa nicht als einfaches Remake, sondern eher als eine Weiterentwicklung von Half-Life. Die Kürzung von manchen Spielabschnitten, aber auch die neuen Features würden bewirken, dass sich der Titel mehr wie ein Survival-Horror-Spiel anfühle, als ein Ego-Shooter.
IGN zählte die Neuauflage 2022 zu den zehn besten Computerspiel-Remakes aller Zeiten.
| Preisverleihung               | Kategorie          | Resultat  | Datum             |
| ----------------------------- | ------------------ | --------- | ----------------- |
| Mod of the Year Awards 2005   | Top Unreleased Mod | Gewonnen  | 22. Januar 2006   |
| Mod of the Year Awards 2006   | Top Unreleased Mod | Gewonnen  | 13. Januar 2007   |
| Mod of the Year Awards 2012   | Mod of the Year    | Gewonnen  | 25. Dezember 2012 |
| Indie of the Year Awards 2013 | Indie of the Year  | Nominiert | 27. Dezember 2013 |
| Indie of the Year Awards 2015 | Indie of the Year  | Nominiert | 29. Dezember 2015 |

## Modifikationen
Da Black Mesa auf der Source-Engine aufbaut und den Steam Workshop unterstützt, ist es wie für Half-Life und seine Nachfolger möglich, Mods und Erweiterungen zu entwickeln und zu veröffentlichen.

### Xen Museum
Im April 2021 veröffentlichten die Entwickler von Black Mesa das Xen Museum, in dem die 5 Jahre Entwicklung der Xen-Levels in einer Art virtuellem Museum dokumentiert werden. Dabei kann der Fortschritt von unspielbaren groben Konzepten mit zahlreichen Platzhaltern bis hin zur fertigen Version verfolgt werden.

### Surface Tension UncutundOn a Rail Uncut
Die Erweiterung Surface Tension Uncut enthält eine erweiterte Version des 12. Kapitels Surface Tension (in der deutschen Übersetzung „Oberflächenspannung“), welches wegen des Ausstieges eines Level-Designers in der kostenlosen Version von Black Mesa im Vergleich zu Half-Life stark gekürzt veröffentlicht werden musste. Chon Kemp, der Entwickler dieser Erweiterung, wurde später von Crowbar Collective angestellt, u. a. um die Mod-Inhalte in die Kaufversion des Spiels zu integrieren. Chon Kemp erstellte außerdem eine ungeschnittene Version des 8. Kapitels On a Rail (deutsch „Auf Schienen“), dessen langwierige Fahrten durch ein unterirdisches Schienensystem von den Black-Mesa-Entwicklern absichtlich stark gekürzt wurden. Diese Mod kann im Steam Workshop heruntergeladen werden.

### Hazard Course
Black Mesa: Hazard Course ist ein im Steam Workshop erhältliches Remake des Half-Life-Gefahrenkurses. Hierbei handelt es sich um ein Tutorial-Level, das aufgrund von besseren Ingame-Tutorials aus Sicht der Black-Mesa-Entwickler überflüssig war und daher in Black Mesa fehlte. Im Vergleich zur Original-Version integriert die Mod-Version eine Rahmenhandlung und Speedrun-Elemente.

### Blue Shift
Derzeit wird von den unabhängigen Entwicklern HECU Collective mit Black Mesa: Blue Shift ein Remake von Half-Life: Blue Shift entwickelt, welches auf den Inhalten von Black Mesa aufbauen soll.